# 達米安·庫利格

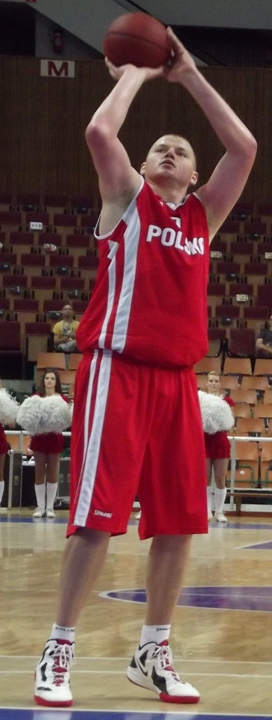
達米安·庫利格

達米安·庫利格（波蘭語：Damian Kulig，1987年6月23日—），波蘭籃球運動員，現在效力於土耳其球隊Trabzonspor B.K.。他也代表波蘭國家男子籃球隊參賽。